# Barešani
Barešani (makedonsky: Барешани) je vesnice v Severní Makedonii. Nachází se 8,8 km od města Bitola, které je druhým největším městem v zemi. Dříve spadala pod opštinu Bistrica, která však zanikla po sloučení s opštinou Bitola, do které spadá dnes. 

## Demografie
Podle sčítání lidu z roku 2002 žije ve vesnici 205 obyvatel. Etnickými skupinami jsou:
- Makedonci – 204
- ostatní – 1

V 50. letech 20. století zde bylo 100 domů, avšak kvůli migraci do Austrálie a Severní Ameriky byla většina z nich opuštěna. 
Nachází se zde 3 kostely:
- Sv. Spas (Св. Спас)
- Sv. Dimitrija (Св. Димитрија)
- Sv. Merkuri (Св. Меркури), a také klášter.

Ve vesnici se slaví Spasov den (Спасов Ден), který vždy připadá na první čtvrtek v červenci. 
Během 2. světové války byla místní železniční trať vedoucí do Bitoly využívána k přepravě zboží. 